# Torneo de Courmayeur
El Courmayeur Ladies Open es un torneo profesional de tenis, que se celebra en Courmayeur, Italia. Cuya primera edición forma parte del WTA Tour 2021. Se lleva a cabo en canchas duras bajo techo.

## Palmarés

### Individual
| Año  | Campeona    | Finalista    | Resultado   |
| ---- | ----------- | ------------ | ----------- |
| 2021 | Donna Vekić | Clara Tauson | 7-6(3), 6-2 |

### Dobles
| Año  | Campeonas               | Finalistas             | Resultado        |
| ---- | ----------------------- | ---------------------- | ---------------- |
| 2021 | Xinyu Wang Saisai Zheng | Eri Hozumi Shuai Zhang | 6-4, 3-6, [10-5] |